# Piscine (pas d'eau)
Pour les articles homonymes, voir Piscine (homonymie).
 (décembre 2015).
Si vous disposez d'ouvrages ou d'articles de référence ou si vous connaissez des sites web de qualité traitant du thème abordé ici, merci de compléter l'article en donnant les références utiles à sa vérifiabilité et en les liant à la section « Notes et références ».
Piscine (pas d'eau) (titre original : Pool (No Water)) est une pièce de théâtre de l'auteur britannique Mark Ravenhill parue en 2006.

## Argument
Une artiste célèbre invite ses vieux amis à profiter de sa nouvelle piscine. Ils ont lutté pour gagner leur vie dans le monde de l’art, tandis qu'elle a un succès international. Ils sont tous ensemble de nouveau et la fête bat son plein. Un accident terrifiant arrive à l'hôtesse et pousse le groupe à prendre une décision radicale. Pourrait-elle, dans le coma, devenir la plus grande de leurs œuvres ? Est-ce leur seule chance de succès ?

## Version française
Cette pièce a été traduite en français par Jean-Marc Lanteri et mise en scène en France par les compagnies la Piccola Familia et Gazoline. Elle est publiée aux éditions du Brigadier. 